# Roberto Menescal
Roberto Batalha Menescal (Vitória, 25 de outubro de 1937) é um músico brasileiro. Foi um dos fundadores do movimento Bossa Nova.
Foi incluído na lista 30 maiores ícones brasileiros da guitarra e do violão (Categoria: "Mestres Acústicos") da revista Rolling Stone Brasil, em 2012.

## Biografia

Roberto Menescal e Maurício Marconi em 1962

Participava das reuniões no apartamento da cantora Nara Leão, na Avenida Atlântica, em Copacabana, onde o movimento começou. Menescal é um dos mais importantes compositores da bossa nova, ao lado de Tom Jobim, Carlos Lyra e Vinícius de Moraes. Criou canções que hoje são consideradas hinos do movimento e da própria música popular, como O Barquinho, Você, Nós e o mar, Ah se eu pudesse, Rio, entre outras. Ronaldo Bôscoli é um dos parceiros mais constantes.
As canções quase sempre apresentam o mar como temática.
Como músico, acompanhou em apresentações e gravações, Nara Leão, Wanda Sá, Sylvia Telles, Lúcio Alves, Maysa, Aracy de Almeida, Dorival Caymmi, Elis Regina, entre outros, sendo dele o arranjo para a canção "Bala com Bala" de João Bosco e Aldir Blanc, interpretado por Elis em 1972. A cantora Zizi Possi deve a Menescal a oportunidade de gravar o primeiro disco da carreira, em 1978 intitulado Flor do Mal.
Tocou ao lados dos músicos Luiz Eça, Luiz Carlos Vinhas, Bebeto Castilho, Hélcio Milito, Eumir Deodato, Ugo Marotta, Sérgio Barrozo, Oscar Castro Neves, João Palma, Edison Machado, Wilson das Neves, Antônio Adolfo, Hermes Contesini, José Roberto Bertrami, João Donato e tantos outros.
Além de músico, é produtor musical, tendo iniciado esse trabalho em 1964, com o LP Vagamente, disco de estreia da cantora Wanda Sá. Tempos depois, passou a produzir discos para a gravadora Polygram (atualmente Universal Music), onde também foi diretor artístico entre 1970 e 1986. Como diretor artístico da gravadora, foi o responsável pela produção de Loki?, álbum  do ex-Mutante Arnaldo Baptista lançado em 1974 e considerado referência do rock brasileiro e MPB.
Também compôs a trilha sonora dos filmes Joana Francesa e Bye Bye Brasil, ambos de Cacá Diegues, e em parceria com Chico Buarque.
Suas canções foram gravadas por centenas de artistas, como Alaíde Costa, Claudette Soares e Miriam Batucada.
Atualmente, além de tocar violão e guitarra, dirige um selo musical e gerencia novos grupos e projetos musicais, como o Bossacucanova. O último trabalho foi produzir um documentário sobre bossa nova, intitulado Coisa mais linda, em 2005, com o velho amigo Carlos Lyra.
Produziu discos de artistas como Elis Regina, Nara Leão, Chico Buarque, Maysa, MPB-4, Maria Bethânia, Leila Pinheiro, Cauby Peixoto, Os Cariocas, Leny Andrade, Danilo Caymmi, Wanda Sá, Márcia Tauil, além da aclamada série "Aquarela Brasileira", de Emílio Santiago, Xuxa, entre outros.
Em 2012 foi lançado o livro "Essa tal de Bossa Nova", de autoria da escritora Bruna Fonte, contendo a biografia de Menescal (em 2022 a obra ganhou nova edição, revista e ampliada).

## Televisão
| Ano       | Programa                                          | Personagem          | Nota                          |
| --------- | ------------------------------------------------- | ------------------- | ----------------------------- |
| 2005      | Descobrindo Waltel                                | Ele mesmo           | Documentário                  |
| 2005      | Coisa Mais Linda: Histórias e Casos da Bossa Nova | Ele mesmo           | Documentário                  |
| 2005      | À la recherche d'Orfeu Negro                      | Ele mesmo           | TV Documentário               |
| 2008      | Loki - Arnaldo Baptista                           | Ele mesmo           | TV Documentário               |
| 2007-2009 | Por Toda Minha Vida                               | Ele mesmo           | TV Documentário (série)       |
| 2012      | Raul - O Início, o Fim e o Meio                   | Ele mesmo           | Documentário                  |
| 2013      | Compositores Unidos                               | Principal Convidado | 1ª temporada - Episódio 1 e 2 |